# Hiperonim
Hiperonim (grč. υπερνύμιον = dodatno ime; hyper = iznad, dodatan; onoma = ime) riječ je ili fraza u čiji sadržaj ulaze drugi pojmovi i njihovi sadržaji. Ovaj se odnos u logici predstavlja odnosom višeg i nižeg pojma, odnosno superordiniranog i subordiniranog pojma. Hiperonim je nadređen hiponimu koji je njemu podređen.

## Primjeri hiperonimije
- Pravokutnik je hiperonim od hiponima kvadrat
- Voće je hiperonim od hiponima jabuka
- Boja je hiperonim od hiponima plava
- Matematika je hiperonim od hiponima trigonometrija
- Wikimedija je hiperonim od hiponima Wikizvor